# جوبي توماس
جوبي توماس (بالإنجليزية: Jobey Thomas)‏ مواليد 24 مارس 1980 في تشارلوت، هو لاعب كرة سلة أمريكي سابق. بدأ مسيرته الاحترافية في سنة 2002. يبلغ طوله 6 قدم 4 بوصة (1.9 م). اعتزل اللعب في 2015.

## المسيرة الاحترافية
لعب مع كويلوز لكرة السلة في سنة 2002، ثم لعب مع فيرارا في الدوري الإيطالي من سنة 2004 إلى 2006، ثم لعب مع سوتور باسكت مونتيجرانارو من سنة 2006 إلى 2008، ثم لعب مع أولمبيا ميلانو في الدوري الإيطالي في موسم 2008–2009، ثم لعب مع بالاكانسترو فاريزي من سنة 2009 إلى 2011، ثم لعب مع تريفيزو لكرة السلة في الدوري الإيطالي في موسم 2011–2012، ثم لعب مع بنفيكا لكرة السلة من سنة 2013 إلى 2015.

## الإنجازات
- الدوري البرتغالي لكرة السلة: 2013–14، 2014–15
- كأس البرتغال لكرة السلة: 2013–14، 2014–15
- كأس الدوري البرتغالي لكرة السلة: 2013–14، 2014–15
- كأس السوبر البرتغالية لكرة السلة: 2013، 2014

## روابط خارجية
- جوبي توماس على موقع الدوري الأوروبي لكرة السلة (الإنجليزية)
- جوبي توماس على موقع كرة السلة الأوروبية.كوم (الإنجليزية)
- جوبي توماس على موقع كلية كرة السلة في سبورتس رفرنس.كوم (الإنجليزية)
- جوبي توماس على موقع ريلجم (الإنجليزية)
- جوبي توماس على موقع بروبوليرز (الإنجليزية)
- جوبي توماس على موقع سبورتس رفرنس (الإنجليزية)